# Picanova
Picanova es una compañía que provee servicios de foto impresión y enmarcado. Es uno de los productores más grandes del mundo especializados en decoraciones de pared, con sede en Colonia.

## Historia
En 2004, los hermanos Daniel y Philipp Mühlbauer, provenientes de Colonia, comenzaron a trabajar en una idea sobre decoración de pared. Se encontraron con socios de negocios en Dafen, un barrio de Shenzhen conocido por la producción en masa de réplicas de pintura al óleo. Sin embargo, al darse cuenta de que este mercado ya se encontraba saturado, decidieron dirigirse a personas que quisiesen tener sus propias fotos en sus paredes. Ellos fundaron Picanova en 2006.
En 2008, la editorial DuMont se convirtió en socio. Ventech, una sociedad de capital riesgo francesa, anunció en 2013 que invistió varios millones de euros en Picanova. En 2014 las ventas de Picanova alcanzaron los 17,9 millones de euros, con una ganancia de 1,1 millón de euros. Las compañías United Arts (myfoto), fotofox y Bestcanvas pasaron a formar parte de Picanova.
La compañía recibió el premio al Eco Internet 2015, emitido por el gobierno de Renania del Norte-Westfalia por logros especiales en la economía digital.
En marzo de 2017, la compañía tenía 600 empleados a nivel mundial y administraba 40 sitios en línea en 25 países. Producía hasta 100.000 productos por día.

## Producción y oferta
Las plantas de producción se encuentran en cuatro locaciones: Colonia, produciendo para el mercado europeo y asiático; Miami para el mercado americano; una fábrica de madera en Riga para los marcos del lienzo y otros artículos de madera; y Shenzhen.
Picanova primero creó la plataforma en línea "meinBild.de", la cual hizo posible que sus usuarios puedan imprimir sus propias fotos en lienzos para colgar en la pared. Con el tiempo, su oferta se expandió hasta incluir no solo superficies y marcos de diferentes materiales, sino que también cojines, cobertura para móviles y otros varios objetos en los cuales imprimir. Servicios son ofrecidos bajo diferentes dominios en diferentes países. Por ejemplo, el sitio francés llamado "photo-sur-toile.fr".
Las plataformas de Picanova "Creame" y "This is a Limited Edition" colaboran con artistas cuyas ilustraciones los clientes pueden imprimir. La compañía también ha desarrollado un scanner 3D que permite al cliente capturar físicamente e imprimir pequeñas figuras. La plataforma de Picanova “Monetize.ly" está dirigida a celebridades del deporte, cine, espectáculo e Internet. Ellos pueden subir su foto para que sus fanes puedan imprimirla.
El grupo Picanova incluye Yincool, a una compañía de moda china. Desde 2017, Picanova ha sido el patrocinador general de Yincool Fashion Weekend, el cual reúne diseñadores europeos y asiáticos en Jūrmala, Letonia.